# Apicia obtusa
Apicia obtusa är en fjärilsart som beskrevs av Paul Dognin 1908. Apicia obtusa ingår i släktet Apicia och familjen mätare. Inga underarter finns listade i Catalogue of Life.